# Subharchord

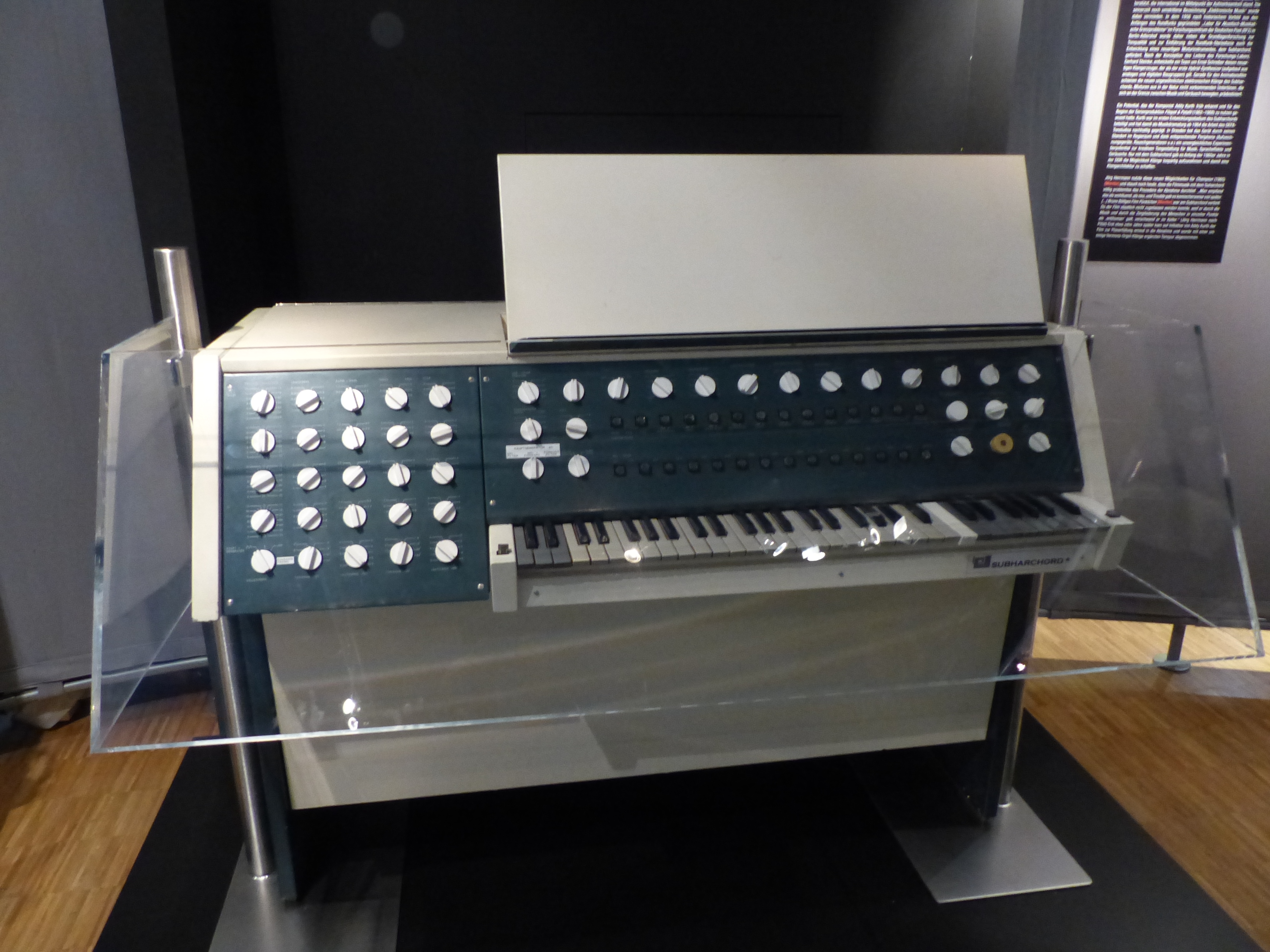
Elektronischer Klangerzeuger Subharchord, 1966, DIAF, in den Technischen Sammlungen Dresden, Februar 2016

Das Subharchord ist ein elektronisches Musikinstrument, das insbesondere Untertöne (subharmonische Töne) in die Klangerzeugung einbezieht. Es wurde in der DDR entwickelt und in wenigen Exemplaren produziert.
Der neuartige elektronische Klang- und Geräuscherzeuger wurde auf Initiative von Gerhard Steinke, vormals Direktor im Rundfunk- und Fernsehtechnischen Zentralamt (RFZ) Berlin-Adlershof, von einem Team um Ernst Schreiber in den Jahren 1959 bis 1968 speziell für den Einsatz in Studios für experimentelle bzw. elektroakustische Musik sowie für den Einsatz in Rundfunk-, Film- und Fernsehstudios entwickelt. Gebaut wurde das Subharchord in einer Kleinserie von sechs Stück im RFZ Berlin. Eine spätere Fertigung sollte von der Firma Heliradio in Limbach-Oberfrohna erfolgen. Die Entwicklung des Klanginstruments wurde ab 1970 aus „musikpolitischen Gründen“ in der DDR gestoppt. Ein Gerät wurde im Funkhaus Nalepastraße gesichert hinterstellt. Das Gerät geriet in Vergessenheit und wurde im April 2003 von dem Berliner Klangkünstler und Musikhistoriker Manfred Miersch im Funkhaus Nalepastraße wiederentdeckt.
Der Markenname Subharchord war für Gerhard Steinke rechtlich geschützt. Die Marke wurde zum 1. September 2015 gelöscht. Als technischer Konstrukteur und Erfinder gilt Ernst Schreiber.

## Vorläufer
In der Ausstellung „Berlin-Moskau“, 1996 im Gropius-Bau in Berlin wurde eine ‚Klangmaschine‘ des Sowjetrussen Lew Termen, das Theremin, gezeigt – ein „Urahn der elektronischen Musik“, das ohne Berührung gespielt wird, indem man die Hände in elektromagnetischen Feldern bewegt. Der Konstruktion ging als Grundlage die 1919 allgemein verfügbare Elektronenverstärkerröhre voraus. Es wird noch heute genutzt.

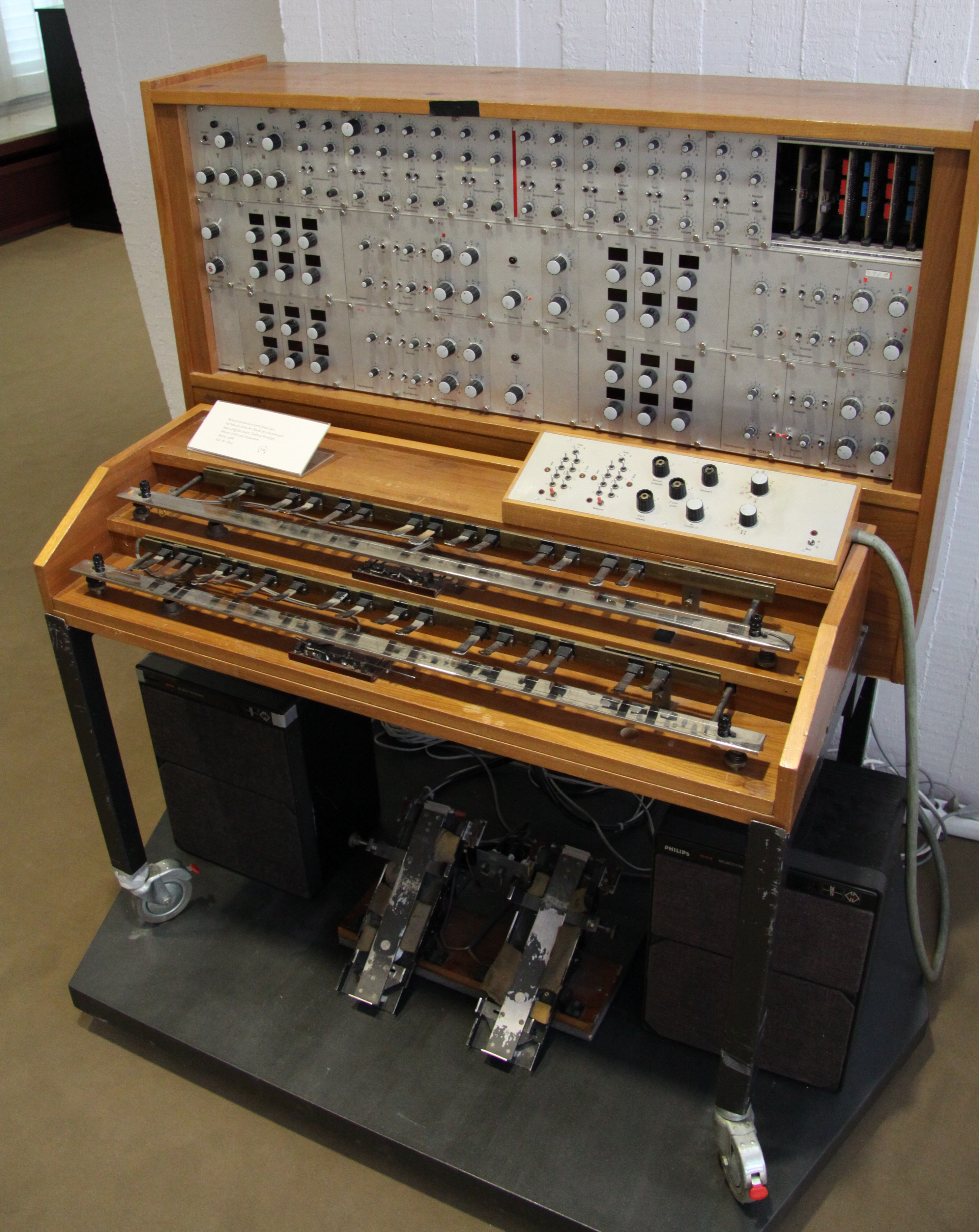
Mixtur-Trautonium (1955) im Musikinstrumenten-Museum Berlin

1930 konstruierte Friedrich Trautwein das Trautonium als eines der nächsten elektronischen Instrumente. Mit der Weiterentwicklung des Instrumentes war er bis 1933 verbunden, später arbeitete Oskar Sala selbständig daran. Sala war vom Ostberliner Rundfunk 1949 beauftragt worden, ein neuartiges Quartett-Trautonium mit zwei Doppelspieltischen anzufertigen. Es beruhte bereits auf der subharmonischen Tonreihe. In der DDR kam es wahrscheinlich nicht zum Einsatz – er hatte den Klangerzeuger jedoch „weiterentwickelt und den merkwürdigen Klängen 1962 im Soundtrack zu Alfred Hitchcocks Film Die Vögel zu Weltruhm verholfen.“
Das Subharchord verbindet Grundideen des Trautoniums und von Oskar Salas „Mixturtrautonium“ mit neuartigen elektronischen Klangbausteinen und war eine Weiterentwicklung dieser Konstruktionen.

## Funktionsmerkmale und Tonerzeugung

### Konstruktion
Im Grundprinzip ist das Subharchord eine „weiterentwickelte Orgel mit subharmonischen Mixturen“: „Die Konstruktionsweise – die Denkweise – leitete sich aus dem Orgelbau ab – eher als aus der des Synthesizers – es gibt Register; der Unterschied ist der ‚Steuergenerator‘; d. h., es gibt eine ‚Hierarchie der Baugruppen‘; beim Synthesizer sind diese ‚gleichberechtigt‘: das Subharchord ist weniger ein Synthesizer-Vorläufer denn ein ‚Orgelnachläufer‘.“

### Tonverarbeitung
„Die Töne resultieren aus einem Grundton mit der zugehörigen Obertonskala: den Sinustönen, die sich auf dem Grundton in verminderter Lautstärke aufbauen und die je nach Charakteristik die Art des Tones, wie wir ihn hören, ausmachen und deshalb klingt ein „c“ auf einer Gitarre, Violine oder Trompete jeweils anders, weil das Obertonspektrum anders ist. Subharmonische Mixturen entstehen, indem man die Obertonreihe ‚umkehrt‘ – die subharmonische Reihe ist ein Spiegelbild der normalen Obertonreihe. Der Grundton als ‚Tonbaustein‘ wird gleichsam geteilt – die harmonischen Obertöne werden dabei zum Verschwinden gebracht („gehen quasi in den Keller“), es bleiben die subharmonischen. Normale Obertöne verschmelzen für das Gehör in der Regel mit dem Grundton – dies funktioniert nicht mit den subharmonischen, die das Gehör noch differenzieren („herausfiltern“) kann.“

Neben einer Melodiestimme, die mittels subtraktiver Klangformung aus obertonreichen Kippschwingungen in sägezahn- oder rechteckförmiger Wellenform über Filter unterschiedlicher Charakteristiken vielfältig variierbar ist, können bis zu vier subharmonische Untertöne in den Teilungsverhältnissen ½ bis 1/29 erzeugt und zu einer mehrstimmigen Mixtur beliebig für neuartige Klangstrukturen kombiniert werden. Sie inspirierten zum Namen „Subharchord“. Die subharmonische Frequenzreihe ist das intervallgetreue Spiegelbild der bei natürlichen, konventionellen Klängen vorzufindenden Obertonreihe. Sie wurde bereits in den 1930er Jahren von Friedrich Trautwein gefunden und im Mixturtrautonium von Oskar Sala 1952 erstmals realisiert.
Weitere technische und funktionelle Angaben in: 

### Bespielung
Neuartig waren seinerzeit auch die Lösungen für druckabhängige Lautstärkeregelung zur freien Gestaltung des Toneinsatzes sowie die Verdichtung der Klänge durch einen speziellen Chormodulator sowie andere Bearbeitungsstufen. Ein besonderes Merkmal des Subharchords ist das erstmals in einem elektronischen Instrument realisierte Klangfarbenspiel, das auf einem separaten Manual mittels spezifischer Filter nach der Mel-Tonhöhenskala in vom Komponisten Josef Anton Riedl (seinerzeit im Siemens-Studio für elektronische Musik München) erprobten 14 Frequenzbandbreiten möglich ist.
Das Subharchord war im Hinblick auf einfachste Spielbarkeit und Bedienung zunächst mit einem Tastenmanual (Klaviatur) im Umfang über drei Oktaven ausgestattet worden. Durch geeignete Frequenzteilung und Wahl der Einstellungen steht ein Tonumfang von über zehn Oktaven zur Verfügung. Mit einer Abklingeinrichtung können Dauertöne in Zupf- bzw. Schlagklänge verwandelt werden. Die Dauer des Abklingvorganges und die Steilheit der Abklingkurve sind regelbar. Die Klänge können ferner mittels einer Rhythmisierungseinrichtung in staccato-ähnliche Kurztöne verändert werden. Weitere interessante Klang- und Geräuschstrukturen können mittels Ringmodulator durch Modulation von Sinustönen oder Rauschen über die Klaviatur oder Glissandoregelung erzielt werden.
Nicht mehr zur Realisation kamen ein zweites Tastenmanual für zusätzliche additive Klangsynthese (Oberton-Mixtur) und ein Bandmanual für eine nicht-temperierte gleitende Tonskala. Mittels geeigneter Steuerungsmöglichkeiten sollte es auch als Konzertinstrument im Zusammenspiel mit konventionellen Musikinstrumenten und Orchestern eingesetzt werden.

## Geschichte des Subharchord
Die Entwicklung der Elektrotechnik Anfang des 20. Jahrhunderts ermöglichte nach der Herstellung einer allgemein nutzbaren Elektronenröhre (1919) weitreichende Anwendungsmöglichkeiten – „sie ist das entscheidende Organ in den elektronischen Steuer- und Regelungsmechanismen“ und bietet auch die Möglichkeit, „Strom- oder Spannungsimpulse in elektrische Wellen umzuwandeln und diese dann nach geeigneter Umformung in elektronische Schaltungen auf die Steuerungsorgane einer Maschine zu geben.“ Diese Möglichkeiten konnten auch von technisch versierten Künstlern, von Klavierbauern und von den an Ton- und Klangerzeugung interessierten Technikern genutzt werden. In diesem Rahmen beginnen die Arbeiten von Friedrich Trautwein, Oskar Sala und Ernst Schreiber.

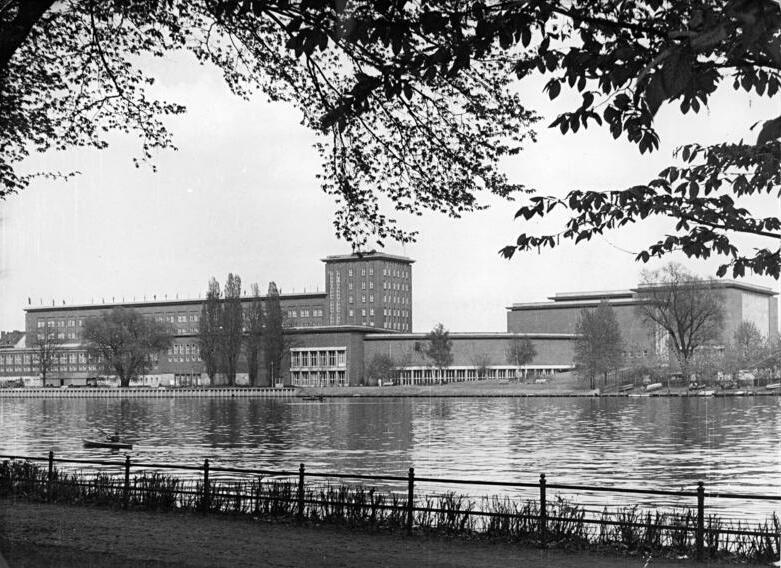
Funkhaus Nalepastraße, 1970

Die Geschichte elektronischer Musik in der DDR „beginnt 1949 mit dem „Studio für künstliche Klang- und Geräuscherzeugung“ im Rundfunk- und Fernsehtechnischen Zentralamt (RFZ) der Deutschen Post, als Oskar Sala vom DDR-Rundfunk beauftragt wurde, ein neuartiges Quartett-Trautonium mit zwei Doppelspieltischen anzufertigen, das jedoch offenbar nie zum Einsatz kam. Jenes Studio gliederte sich in zwei in Ostberlin ansässige Teilstudios. Das eine, „Studio für Elektronische Klangerzeugung“, siedelte im Rundfunk Nalepastraße, das andere, „Experimentalstudio im Labor für musikalisch-akustische Grenzprobleme“, fand seine Heimstatt im Deutschen Fernsehfunk Adlershof.“
„Als in den 50er-Jahren im Gefolge der musique concrète die ersten rein elektronischen Kompositionen entstanden und die Arbeiten der Studios für elektronische Musik neue Klangwelten erschlossen, wurde diese revolutionäre Entwicklung auch in Ostberlin aufmerksam beobachtet. […] So begann das im Oktober 1956 gegründete ‚Labor für Akustisch-Musikalische Grenzprobleme‘ um 1960 mit der Konstruktion eines Klangerzeugers, der als kompaktes Klanglabor und Kernstück eines Studios für elektronische Musik […] auf dem Phänomen subharmonischer Mixturen (basierte).“
Das Subharchord „entstand etwa zur selben Zeit wie der küchenschrankgroße sowjetische ANS-Synthesizer, der jedoch nie zur Serienproduktion gelangte.“ (Pressetext des WDR 3 zur Sendung).

### 1960er-Jahre
Ein Patent für ein „Verfahren zur Erzeugung subharmonischer Frequenzen für elektronische Musikinstrumente“ wurde im Februar 1960 von Ernst Schreiber gemeinsam mit Rolf Hänsel für den VEB Meßelektronik Berlin
in der DDR angemeldet. Im Juli des gleichen Jahres erfolgte eine gleichnamige Anmeldung in der BRD.
Zur Leipziger Herbstmesse 1965 wurde das Subharchord der internationalen Öffentlichkeit präsentiert – verbunden mit der Komposition „Der Auftakt“ von Hans-Hendrik Wehding. Das Design (die „Formgestaltung“) wurde von Gunter Wächtler entwickelt. Doch war „die politische Entwicklung in der DDR“ – so Miersch – „für die experimentellen Klänge, für die das Instrument ausgelegt war, nicht geschaffen – da kam immer politischer Gegenwind von den Verantwortlichen.“
1966 wurde das Subharchord noch weiterentwickelt, von 1968 stammen ‚Demobänder‘ und die heute noch existenten Geräte sind ebenfalls mit dem Baujahr 1968 gekennzeichnet (MDR Figaro). Gebaut wurden die Geräte von der Firma Heliradio in Limbach-Oberfrohna.

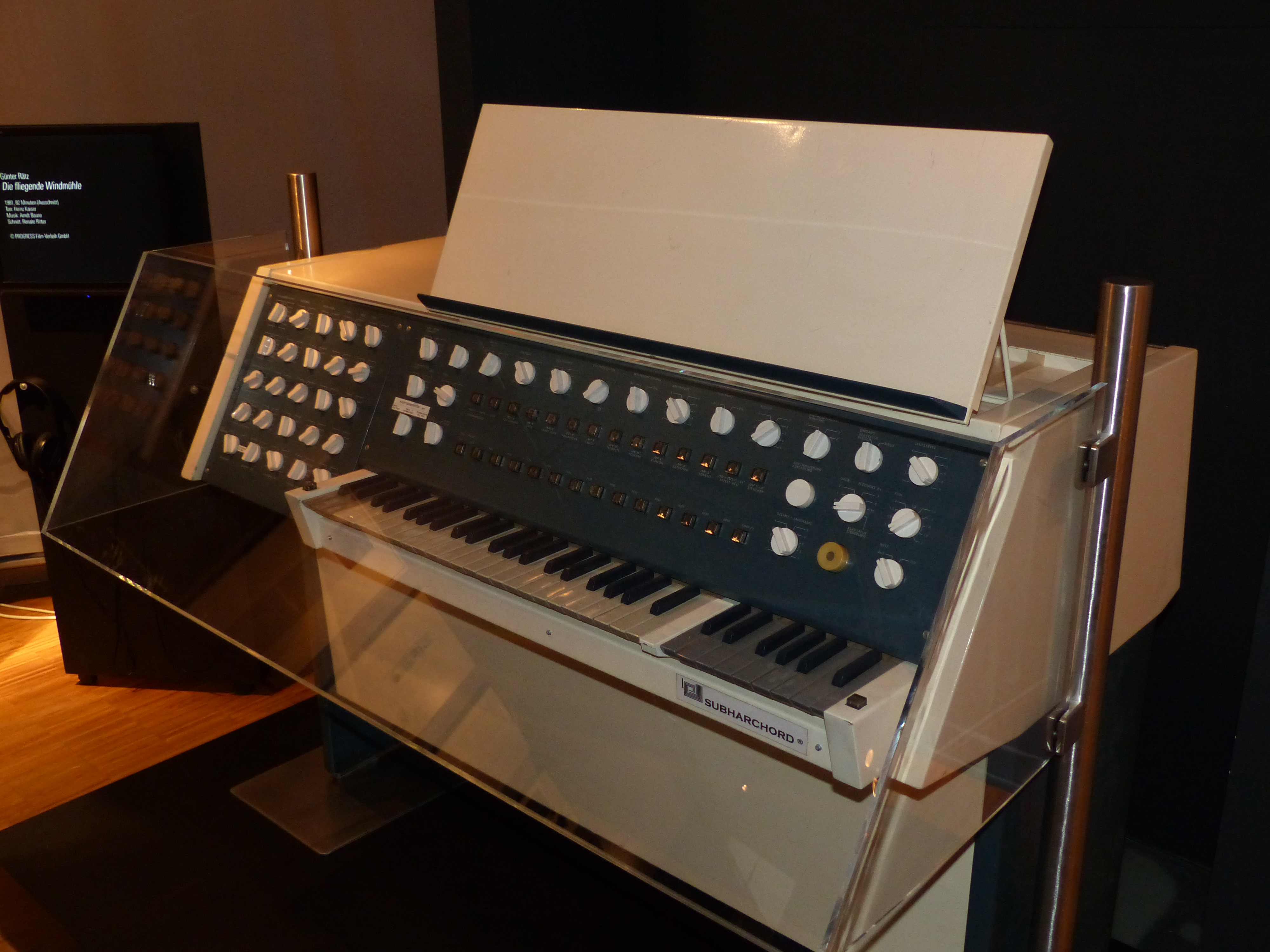
Subharchord (1966), Technische Sammlungen Dresden

Eingesetzt wurde das Subharchord im eigenen Experimentalstudio des RFZ zur Aufnahme experimenteller Musik, u. a. mit Sinfonieorchester, für Rundfunk und Fernsehen sowie für Hörspiele. Die Komponisten Addy Kurth und Karl-Ernst Sasse nutzten das Subharchord im (ehemaligen) Trickfilmstudio Dresden für eigene Kompositionen zur Vertonung von Animationen. Zu den Komponisten, die für das Subharchord komponierten, gehörten u. a. Siegfried Matthus, Hans-Hendrik Wehding, Bernd Wefelmeyer, Tilo Medek, Wolfgang Hohensee, Paul-Heinz Dittrich und Frederic Rzewski.
Die Akademie der Künste in Berlin, insbesondere die Komponisten Kurt Schwaen und Paul Dessau, später auch Georg Katzer, unterstützten die Arbeiten des Studios und organisierten öffentliche Veranstaltungen.
Mit zahlreichen Studios für elektronische Musik in aller Welt und den dort tätigen Komponisten (u. a. Luigi Nono, Bruno Maderna, Henk Badings, Herbert Eimert, Elliot Crater, Franco Evangelisti, Lejaren Hiller u. v. a.) hatte das Adlershofer Studio in den späten 1960er Jahren regen Kontakt und Bandaustausch.

### In Konkurrenz mit dem Westen
„Die Entwicklung des Subharchord war motiviert durch die erfolgreiche Verbreitung der Hammond-Orgel“ – beabsichtigt war ein adäquates Gerät, „eine Art Rundfunkorgel“. Ab Mitte der 1950er Jahre hatte Schreiber Patente für „Orgelkonstruktionen“ angemeldet. (Miersch, MDR)
Doch schon Mitte der 1960er Jahre waren die Instrumentenbau-Konzepte – vor allem in den USA – zu weit fortgeschritten, um dem von Kulturfunktionären blockierten Subharchord noch Verbreitungschancen einzuräumen: 1962/63 hatten an der amerikanischen Westküste Don Buchla und Morton Subotnick ein „revolutionäres technisches Element, die Spannungssteuerung“ entwickelt, die gleichsam eine „Verbindung von allem mit allem“ herstellte, keine Reglerbedienung mehr erforderte und die entsprechenden Prozesse automatisierte. Ein erster Modularer Synthesizer. Das Ergebnis war eine LP: „Silver Apples of the Moon“, 1967. Im gleichen Zeitraum an der Ostküste gelang jedoch mit einer Parallelentwicklung (seit 1964) Robert Moog der große Wurf: Er promotete seinen „Moog-Synthesizer“ mit Klaviatur 1968 mit der Platte „Switched-On Bach“ von Walter Carlos.
Nachdem im Osten „1969 sich Breschnew noch unglücklich geäußert“ und die elektronische Musik als „Kakophonie“ bezeichnet hatte (Miersch, WDR 3), war das Rennen für das Subharchord endgültig gelaufen. Zwar wurde ‚unter der Hand‘ noch weiter produziert – so datiert „ein letztes Werk von 1974“ (Miersch, WDR 3), doch gab es hierfür keine Öffentlichkeit mehr.

### Beendung der Arbeiten am Subharchord
Nach dem dann 1970 kulturpolitisch angeordneten Ende des Studios für Elektronische Klangerzeugung im Berliner Funkhaus Nalepastraße sowie des Experimentalstudios im Labor für musikalisch-akustische Grenzprobleme des RFZ, waren bis in die 1980er Jahre hinein keine von offizieller Seite geförderten elektronischen Studios in der DDR mehr möglich.
Erst 1986 konnten auf Initiative von Georg Katzer und Lothar Voigtländer Werkstatt-Tage elektroakustischer Musik in dem an der Akademie der Künste der DDR 1983 gegründeten elektroakustischen Produktionsstudio ins Leben gerufen werden. Die Arbeiten fanden nun „ihren Fortgang […] mit Geräten auf höherer Entwicklungsstufe als das Subharchord“. (WDR 3)
Da das Subharchord somit ab den 1970er Jahren in der DDR weder Unterstützung noch öffentliche Aufmerksamkeit mehr fand, war es nach der Wende und der Auflösung der staatlichen und gesellschaftlichen Institutionen, Einrichtungen und auch Arbeitsbeziehungen in der DDR nicht weiter verwunderlich, dass das Subharchord in Vergessenheit geriet.
Auch das neu erstandene Labor für Akustisch-Musikalische Grenzprobleme widmete sich nach der Wende im Rahmen der Neustruktur im RFZ und auch nach dessen späterer Übernahme durch die Deutsche Telekom den Problemen der Tonstudiotechnologie, doch spielte das Subharchord dabei ebenfalls keine Rolle mehr.

## Wiederentdeckung
Der Berliner Musiker und Klangkünstler Manfred Miersch befasste sich Ende der 1990er Jahre mit neuen Möglichkeiten der Klangerzeugung. Er begann mit einem Bausatz zum Theremin und regte ihn zu weiteren Experimenten an.

### Hinweise und Experimente
Für seine Experimentalmusik-Band atelierTheremin versuchte Miersch im Jahr 2000 mit Schaltplänen von 1931 das Trautonium von Friedrich Trautwein nachzubauen. Das scheiterte am Fehlen wichtiger Komponenten, doch auf der Suche danach erhielt der Musikforscher Hinweise auf die Existenz eines Apparats, den DDR-Toningenieure in den 1960er Jahren gebaut haben sollten.

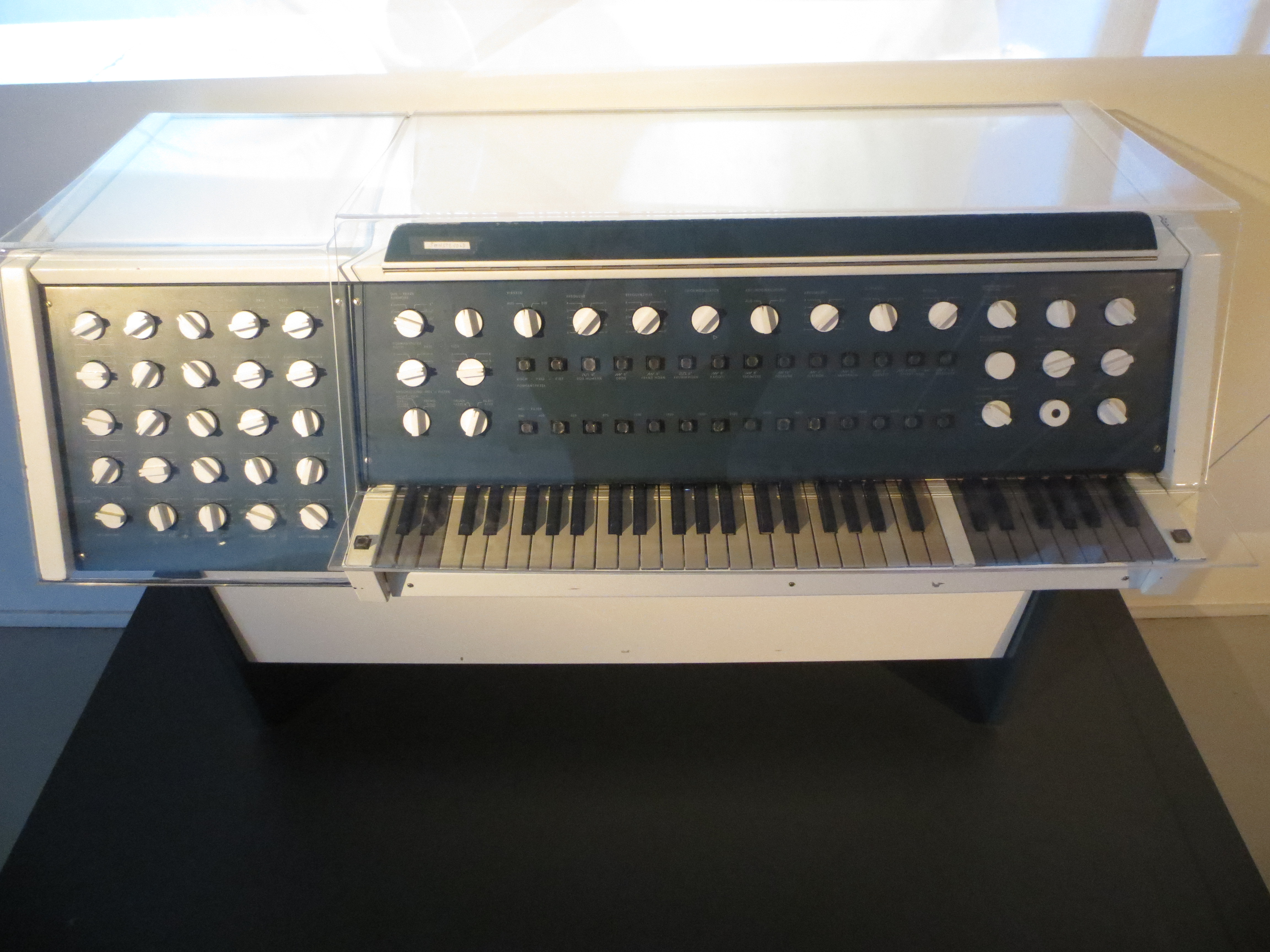
Die Tonmaschine in Norwegen

„Mit einem Synthesizer der Firma Doepfer und einem Frequenzteiler versuchte er, subharmonische Mixturen zu erzeugen. […] Noch während dieser Arbeit fand er eine Ausgabe der Zeitschrift Radio Fernsehen Elektronik aus dem VEB Verlag Technik von 1968, die das Subharchord erwähnte.“ Im Fernsehtechnischen Zentralamt der DDR fand Miersch schließlich ein Versuchsband mit Klängen und den technokratischen verfremdeten Stimmaufnahmen einer Sprecherin: Miersch hatte „den Beweis für die Existenz eines Gerätes, das es nach dem Stand der Musikhistoriografie gar nicht geben durfte.“
Der letzte Existenzbeweis war ein Foto aus einem norwegischen Museum, in Trondheim, das ein Subharchord darstellte.

### Suche nach dem Gerät
Systematisch suchte Miersch nun über Tonstudios und Rundfunkanstalten nach Exemplaren des Apparates in Deutschland und es gelang ihm durch einen Hinweis im Funkhaus Nalepastraße im April 2003 die Entdeckung eines „verstaubte(n) Kasten mit bunten Reglern […]: das Subharchord. […] Im Studio für Elektroakustische Musik der Akademie der Künste (Berlin) fand er 2003 ein weiteres Subharchord, einen Prototyp, der dort Jahre lang unerkannt gestanden hatte.“

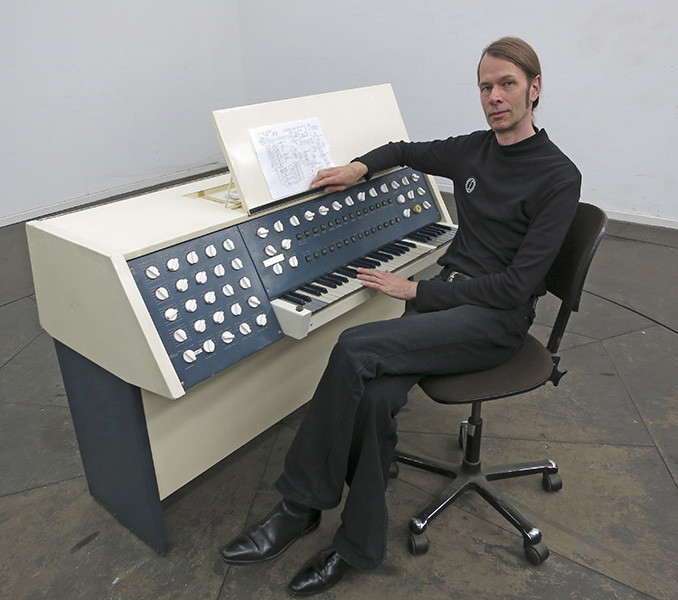
Miersch am Subharchord II/III, heute in Berlin

### Instandsetzung
Der „verstaubte Kasten“ im Funkhaus Nalepastraße – das verloren geglaubte Subharchord Typ II / III –, das Miersch am 2. April 2003 ausfindig machte, befand sich im Studio-Inventar, das ein neues Tonstudio nach der Wende gekauft hatte. Es gleicht dem Exponat des Trondheimer Museums und wurde 2007 von Georg Geike instand gesetzt. Das Instrument wurde im Mai 2010 vom Deutschen Technikmuseum Berlin angekauft. Auch der Prototyp in der Akademie der Künste Berlin wurde soweit restauriert, dass er bespielbar ist.
2005 fand Miersch auch die Patentanmeldung des Subharchords.

### Veröffentlichungen zum Fund
Miersch veröffentlichte die Geschichte seiner Recherche und seiner Erkenntnisse über das Subharchord zunächst auf einer Webseite. Der Klangkünstler Carsten Nicolai nahm daraufhin 2004 mit ihm Kontakt auf und stellte das Fundstück in das Zentrum einer Kunstinstallation. In der Ausstellung 'Künstler.Archiv' der Akademie der Künste in Berlin war der Prototyp zu besichtigen.
Um die Jahreswende 2015/16 setzte Miersch die Kenntnis von der Existenz und Geschichte des Subharchord und auch seine Anerkennung als Wiederentdecker des Instruments in Fachkreisen als auch in der breiten Öffentlichkeit in Ost und West durch.
Der Forscher nimmt an, dass es noch weitere Geräte gibt. Durch Ausstellungen und Konzerte findet das Subharchord seit einigen Jahren wieder vermehrt öffentliches Interesse.

## Dokumentation zur Verwendung seit 2002

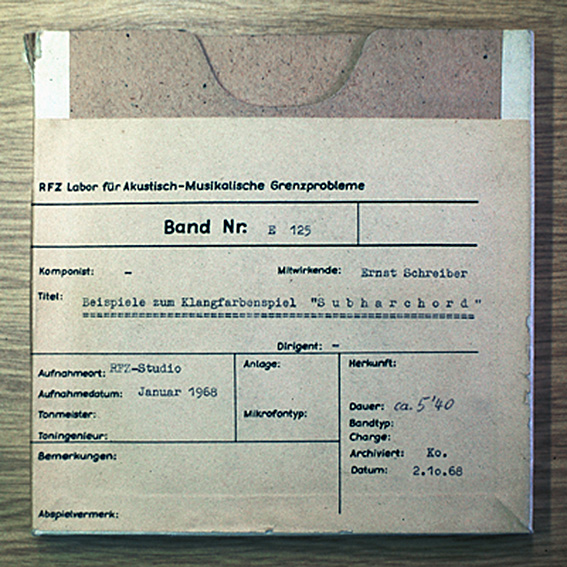
Tonbandkleber aus dem RFZ 1968

### Veröffentlichungen mit Klangproben
- Deutschlandfunk am 4. Oktober 2005, Sendung Corso, Barbara Wiegand: „Das Subharchord: ein verschollen geglaubtes Instrument aus der ehemaligen DDR“. (auch auf Info-Radio rbb)
- Film über die Geschichte des Subharchords: „Memory traces – Die Gedächtnisspuren“, 2007, Dokumentation in 13 Teilen, Autoren: Benzo (Richardas Norvila) und Oleg Kornev, Russland.
- Der Animationsfilm Kontrapunkt von Gaby Schulze, 2015, wurde mit dem Subharchord vertont.
- WDR 3 am 16. September 2015, Sendung Stefan Amzoll: Das Subharchord – eine Geschichts- und Klangreportage .
- MDR Kultur Orgelmagazin Figaro vom 22. November 2015.

### Materialsicherung
- Miersch sicherte im November 2002 für das Tonträger-Archiv der Akademie der Künste Berlin die alten Tonbänder und andere Tondokumente aus dem Nachlass des RFZ.
- Das Deutsche Museum in München archivierte im Jahr 2010 und das Ringve Museum, Trondheim/Norwegen 2014 Tonträger mit Subharchord-Aufnahmen von M. Miersch.

## Das Subharchord in der Gegenwart

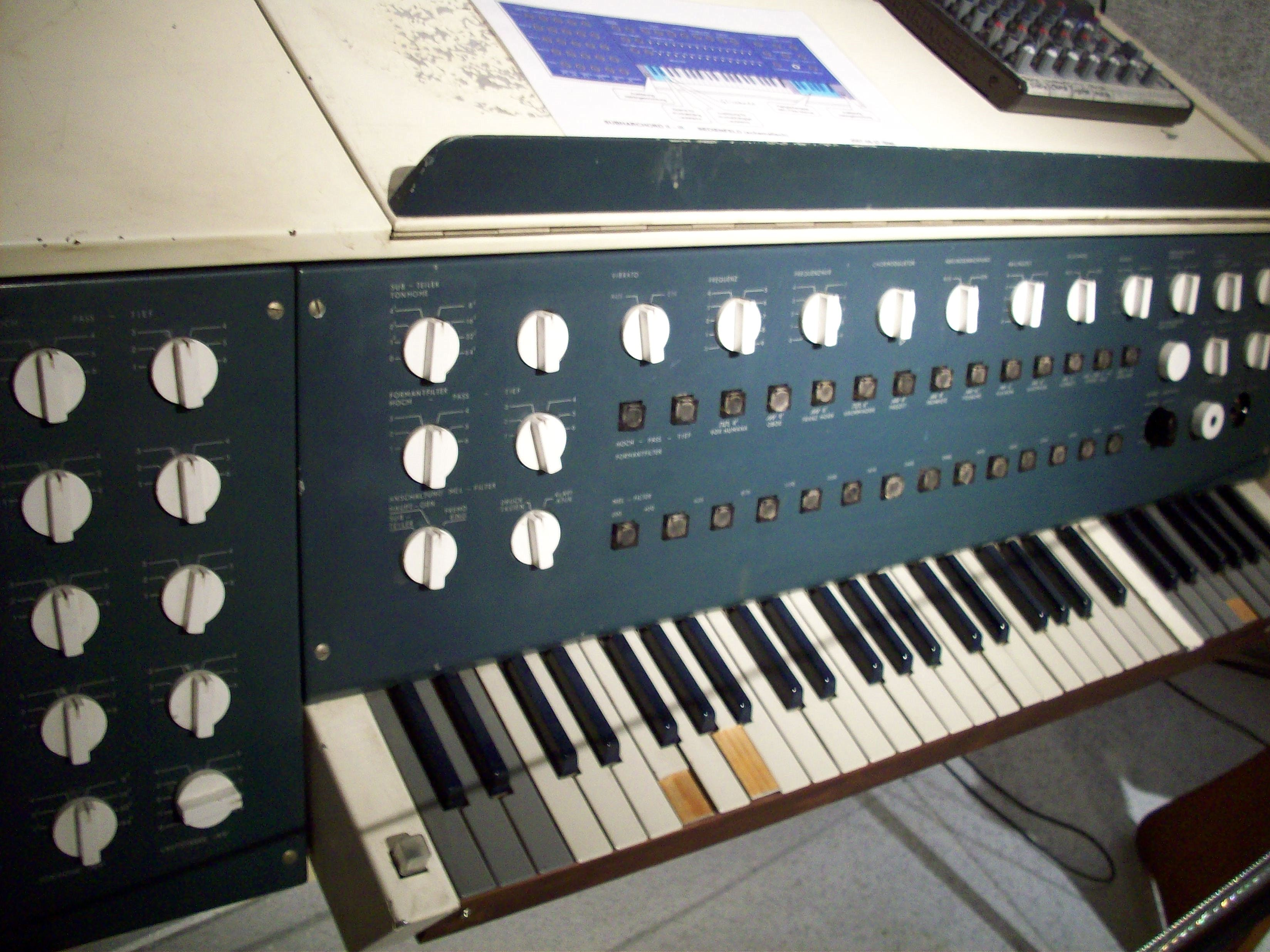
Das Subharchord II (1968) aus Bratislava, heute in Wien.

### Gerätebestand
Gegenwärtig existieren von den vermutlich sieben bis neun hergestellten Instrumenten noch der 2005 restaurierte und spielfähige Prototyp in der Akademie der Künste zu Berlin, ferner das 2007 wiederhergestellte Seriengerät Nr. 2/68 im Hörspiel-Produktionskomplex 2 aus dem Funkhaus Berlin-Nalepastraße, zwischenzeitlich im Technikmuseum Berlin, das auch das technisch fortgeschrittenste Instrument darstellt. Es wird seit 2022 von Nils Frahm für seine Kompositionstätigkeit genutzt. Das 2008 wieder funktionsfähig gemachte Seriengerät des Slowakischen Rundfunks in Bratislava bereicherte die Ausstellung „Zauberhafte Klangmaschinen“ vom Institut für Medienarchäologie (IMA) in Hainburg bei Wien; es steht nun im Technischen Museum Wien in einem Ausstellungsteil zu Synthesizern. Ein weiteres Seriengerät befindet sich im Ringve-Museum in Trondheim.

### Vortrag und Bespielung
- Subharmonische Tage Weimar vom 29. – 31. Oktober 2010 an der Bauhaus-Universität Weimar mit Vortrag von Manfred Miersch.
- Vortrag und Performance mit dem Subharchord durch Gerhard Steinke im Rahmen des CTM.13 Festivals, 2013.
- Ausstellung Ohne Ton kein Bild / Der Ton im DEFA-Animationsfilm in den Technischen Sammlungen Dresden (17. April 2015 bis 28. März 2016).

### Tonbeispiele
- Subharchord Anthem, Kurzfilm von Manfred Miersch, 2020. (Daten/Funktionen/Einstellungen/Frequenzabbildung): online-Video auf YouTube (Abruf=2020-11-07).

Veröffentlichungen bis 1975
- Im Studio für Trickfilme des Dresdner Produktionszentrums des volkseigenen Betriebes VEB DEFA (ab 1955) wurden verschiedene Animationsfilme mit dem Subharchord vertont.
- Frederic Rzewski: Zoologischer Garten, EA-Produktion, Rundfunk der DDR, Studio für EA-Grenzprobleme 1965, CD-Archiv der Akademie der Künste.
- Wolfgang Hohensee: Capriccio für Subharchord und Orchester, Mitglieder des BRSO, Leitung W. Hohensee, Rundfunk der DDR, Studio für EA-Grenzprobleme, 1965. (CD Archiv der Akademie der Künste).
- Kompilation: Experimentelle Musik 1963/64 (Schallplatte mit Kompositionen und Klangbeispielen, Eterna 720205; 1966). Enthält u. a. Der faule Zauberer (Kinderhörspiel) von Addy Kurth und Südöstlich des Mondes von Herwart Höpfner (Kinderhörspiel, 1963).[15]
- Siegfried Matthus: Galileo Galilei (Text: Bert Brecht), Bernd Wefelmeyer: Protest, Paul-Heinz Dittrich: Kammermusik 2 (Schallplatte, Nova; 1966).
- Filmmusik zu Signale – Ein Weltraumabenteuer (Komponist: Karl-Ernst Sasse, 1923–2006; 1970).
- Collegium Musicum (slowakische Gruppe mit Marián Varga am Subharchord, verschiedene LPs, auch CDs; 1970er Jahre).
- Filmmusik zu: Mitten im kalten Winter, DFF 1968, am Subharchord: Wolfgang Pietsch und Bernd Wefelmeyer, auf DVD: Studio Hamburg 2018
- Jiří Kafka: Vom Wasser, das zu singen aufhörte (1975) – Regie: Albrecht Surkau (Kinderhörspiel – Litera). Elektronische Klangrealisation am Subharchord: Tilo Medek und Jürgen Meinel.[16] Dieser Schallplattenbearbeitung ging ein Rundfunkhörspiel voraus, an dem ebenso Tilo Medek als Komponist beteiligt war.[17]

Veröffentlichungen nach 2002
- Der Krautopia Sampler (CD mit historischen und neuen Klangbeispielen, Krautopia-Records 980046, 2003). Mit dem Demonstrationsband des RFZ-Studios 1962.
- Manfred Miersch: Subharmonische Mixturen mit dem Subharchord (Vinyl-EP, Krautopia-Records, 2003/4).
- Biosphere: Das Subharchord (Biophon Records, 2014).
- Manfred Miersch: Das Subharchord – The Subharchord. Ein musikalisches Portrait, Neue subharmonische Mixturen. (Audio-CD, Krautopia-Records, 2014).
- Luigio Nono: La lontananza nostalgica utopica futura, Arditti Quartet, Experimentalstudio der Ernst-Strobel-Stiftung, André Richard, MO 782004 (ohne Datum). Angabe: WDR 3.

Veröffentlichungen nach 2014
- Manfred Miersch: Subharchord Favourites, Greatest Subharchord Hits played on the magic, long forgotten instrument (Audio-CD, Krautopia-Records, 2020).
- Manfred Miersch: subharmonisch (8 Stücke für Mixtur-Trautonium, Subharchord und var-Q-lator), (Audio-CD, Krautopia-Records. Eine Produktion des Studios für Elektroakustische Musik der Akademie der Künste Berlin in Kooperation mit Krautopia-Records. Gefördert vom deutschen Musikfonds, 2023).

## Anmerkung
1. ↑  Manfred Miersch in: MDR Figaro – Orgelmagazin, Redaktion: Claus Fischer, 22. November 2015, Sendeprotokoll nach Aufnahme (CD), Weblink nicht verfügbar. Dieses und die weiteren Zitate aus der Sendung entsprechen direkter Rede der Sendungsbeteiligten und sind sprachlich nur leicht korrigiert – ohne Veränderung der inhaltlichen Aussage. Von der Sendung des WDR 3 liegt auf der Webseite ein Protokoll vor.
2. ↑  Das Subharchord ist im Hinblick auf einfachste Spielbarkeit und Bedienung zunächst mit einem Tastenmanual (Klaviatur) im Umfang von drei Oktaven ausgestattet worden. An dessen Stelle kann wahlweise auch ein Glissandoregler angeschaltet werden, um den Bereich der drei Oktaven stufenlos zu überstreichen. Neben einem zweiten Tastenmanual soll künftig auch ein Bandmanual für eine nicht-temperierte gleitende Tonskala eingesetzt werden, wie es nach Ideen von Bruno Helberger bereits beim Trautonium verwendet wurde. Durch geeignete Frequenzteilung und Wahl der Einstellungen steht ein Tonumfang von über zehn Oktaven zur Verfügung. Mit Hilfe einer neuartigen vom Tastendruck abhängigen Lautstärkeregelung ist eine freie Gestaltung des Toneinsatzes, An- und Abschwellen des Klanges, möglich. Die Tonhöhe der erzeugten Klänge und Tongemische kann mittels eines Vibratogenerators rhythmisch bei regelbarem Hub verändert werden. Ein besonderes Merkmal des Subharchords ist das erstmals in einem elektronischen Instrument realisierte Klangfarbenspiel. Dieses wird auf einer separaten, neben dem eigentlichen Spieltastenmanual liegenden, Klaviatur mittels so genannter MEL-Filter (nach der Mel-Tonhöhenskala) ermöglicht. Eine Abklingeinrichtung verwandelt Dauertöne in Zupf- bzw. Schlagklänge. Die Dauer des Abklingvorganges und die Steilheit der Abklingkurve sind regelbar. Die Klänge können ferner mittels einer Rhythmisierungseinrichtung in staccatoähnliche Kurztöne umgewandelt werden. Ein chorischer Effekt wird durch einen speziellen Chormodulator erreicht, mit dem vier Ausgangssignale unterschiedlich bearbeitet und zu einem komplexen Ausgangssignal addiert werden. Weitere interessante Klang- und Geräuschstrukturen können mittels Ringmodulator durch Modulation von Sinustönen oder Rauschen über die Klaviatur oder Glissandoreglung erzielt werden. Nach der geplanten Erweiterung um ein zweites Tastenmanual für zusätzliche additive Klangsynthese (Oberton-Mixtur) und ein Bandmanual sowie mittels geeigneter Steuerungsmöglichkeiten kann es auch als Konzertinstrument im Zusammenspiel mit konventionellen Musikinstrumenten und Orchestern eingesetzt werden (WDR 3). Ernst Schreiber gab 1964 eine ausführliche technische und funktionelle Beschreibung: Ein neuartiger elektronischer Klang- und Geräuscherzeuger, Sonderdruck aus „Rundfunk und Fernsehen“ 1964, Heft 2.
3. ↑  Als Indiz der Aufmerksamkeit für die internationalen Entwicklungen gelten u. a. die im Nachlaß des RFZ aufgefundenen Austausch-Tonbänder mit europäischen Studios und Funkhäusern als auch mit amerikanischen und kanadischen Studios. Siehe Webseite Subharchord: Link: ‚Klangbeispiele/Tondokumente/Archiv‘: Nachlaß des RFZ: Tonbänder (im Austausch erhalten).
4. ↑  Zum „Gegenwind“:

  - Der Entwicklungsingenieur und zeitweise stellvertretender Laborleiter Wolfgang Hoeg im Interview (im März 2008): „die unsägliche, rein politisch motivierte Entscheidung der Leitung des StRuKo zur abrupten Beendigung des Vorhabens, die zur Verschrottung der meisten, weitgehend fertig gestellten Anlagenteile führte, da sie wegen ihrer speziellen Ausstattung kaum anderswo eingesetzt werden konnten.“
  - Der Komponist Georg Katzer im Interview (im April 2007): „Da die Kulturpolitik damals sehr restriktiv war, wurde die Sache ganz schnell gestoppt. Es hatte rein politische Gründe.“
  - Der Toningenieur Klaus Bechstein im Interview (im Mai 2006): „Geplant war, dass in die Nalepastraße ein elektronisches Studio kommt, und das sollte ich dann übernehmen. Dazu ist es dann aufgrund politischer Umstände nie gekommen, weil diese ganze Richtung, das weiß eigentlich jeder, - die war der Partei nicht so ganz genehm.“ Siehe Webseite Subharchord: Link: ‚Geschichte und Geschichten‘: Zeitzeugen.
5. ↑  Thilo Medeks Stück „Schwarze Bilder“ (Pinturas Negras) – Ein Melodram um Goya für Sprecher, Marimbaphon und elektr. Klänge: Im Verzeichnis der im Studio für künstliche Klang- und Geräuscherzeugung, RFZ Berlin, produzierten Werke. Siehe auch das Im Neuen Deutschland erschienene Interview am 17. November 1974.
6. ↑  Die elektronische Musik war in den 1960er Jahren permanent dem Verdacht einer Verweigerung von „Verständlichkeit“ ausgesetzt:
„Das Kriterium der Verständlichkeit ist ein Wesensmerkmal der sozialistisch-realistischen Musik. Der sozialistische Realismus entäußert sich seiner Funktion, wenn er dieses Kriterium preisgibt.“ Zitat von Heinz Alfred Brockhaus (Musikwissenschaftler), zitiert aus seinem Referat auf der 3. Theoretischen Konferenz des Komponistenverbandes der DDR zu Problemen des Sozialistischen Realismus in der Musik. (Veröffentlicht in: Sammelbände der Musikgeschichte in der DDR, Band II, Berlin 1971/73-74). Siehe auch: Neue Musik im geteilten Deutschland, Band 2, Dokumente aus den sechziger Jahren, Hrsg.: Ulrich Dibelius u. Frank Schneider, Berliner Festspiele GmbH und Henschel-Verlag, Berlin, 1995.